# Jacques Pirenne
Pour les articles homonymes, voir Pirenne.
Jacques Philippe Pirenne (Gand, 26 juin 1891 - Hierges (France), 7 septembre 1972) est un universitaire, historien du droit et égyptologue belge. Fils d'Henri Pirenne, il fut le secrétaire du Roi au moment de la Question royale.

## Biographie

### Famille
Jacques Pirenne naît le 26 juin 1891 à Gand où son père, Henri Pirenne, enseigne l'histoire à l'université. Sa mère, Jenny Vanderhaeghen, est issue de la bourgeoisie gantoise. Il a trois frères : Henri-Édouard (1888-1935), professeur de philosophie à Gand ; Pierre (1895–1914), étudiant en physique et en mathématiques, engagé volontaire tué dans les premiers mois de la Première Guerre mondiale, et Robert (1900-1931), substitut du procureur du Roi à Bruxelles.
Jacques est le seul à survivre à son père. Il se marie en 1915 à Neuilly-sur-Seine avec Adrienne Van Lancker (Gand, 1890 - Knokke, 1964). Deux fils leur naissent : Pierre (1916-1996), architecte, Jacques-Henri (1918-1993), aussi historien, publie, comme son père et son grand-père, de larges aperçus historiques. 

### Études
Entre 1909 et 1914, Jacques Pirenne étudie le droit et l'histoire à Gand : Joseph Bidez, Franz Cumont, Paul Fredericq et son père lui-même sont parmi ses professeurs. Sa thèse de doctorat en histoire a pour titre La Politique financière des ducs de Bourgogne. Il achève ses études de droit au Havre en pleine guerre lors de l'un de ses congés militaires.

### Première Guerre mondiale
Lorsque la guerre éclate, il s'engage volontairement. Il travaille d'abord au service topographique de l'armée, puis est affecté en 1916 dans un régiment d'artillerie et combat sur le front de l'Yser. Cette expérience lui inspire son premier livre, Les Vainqueurs de l'Yser, illustré par son ami James Thiriar, et préfacé par Émile Verhaeren et Émile Vandervelde.

### Entre-deux-guerres
Après la guerre, il s'inscrit au barreau de Bruxelles et effectue son stage auprès de Paul Hymans. Parallèlement à sa carrière d'avocat, il est titulaire de la chaire d'histoire du droit de l'université libre de Bruxelles (ULB) créée en 1921.
Jacques Pirenne, comme son père, milite pour le maintien du bilinguisme en Flandre. Il adhère au Comité de politique nationale (CPN) de Pierre Nothomb en février 1920 et participe à la création de l'éphémère Parti national populaire en 1921. Il est à l'origine du programme national de ce groupe, qui insiste sur une liberté totale dans le choix de la langue. Cela signifie dans la pratique le monolinguisme français en Wallonie tandis que la Flandre reste bilingue.[réf. nécessaire] Il se présente sans succès aux élections législatives du 20 novembre 1921. Il abandonne la politique active en 1924. En tant que secrétaire général de la Ligue nationale pour la défense de l'université de Gand et de la liberté des langues, il s'oppose également au projet de flamandisation partielle de l'université défendu par le ministre Pierre Nolf. Cette lutte pour la préservation à Gand d'une université francophone échoue : en 1930, l'université est totalement néerlandophone. Avec la Ligue nationale pour l'unité belge Jacques Pirenne combat vainement la néerlandisation de l'armée, de la justice et des administrations publiques. 
Albert Ier, qui a chargé Pirenne en 1920 d'enseigner l'histoire universelle à son fils Léopold, est contrarié par les engagements politiques de Pirenne qui risquent de compromettre le prince héritier. La mission est interrompue, officiellement, en 1924.
Aux plans scientifique et académique, Jacques Pirenne s'intéresse à l'histoire générale, dans la tradition de son père, mais aussi, encouragé par Jean Capart, à l'égyptologie, une discipline où les chercheurs belges sont très actifs dans l'entre-deux-guerres. Il rejoint la Fondation égyptologique Reine Élisabeth et, après avoir appris l'égyptien ancien, se lance dans l'étude du droit de l'Égypte antique, un domaine encore peu exploré. Dans les années 1930, il participe à la fondation de trois institutions : l'Institut de philologie et d'histoire orientales et slaves (1931), la Société Jean Bodin pour l'histoire comparée des institutions (1934) et les Archives d'histoire du droit oriental (1937). Selon Claire Préaux, « [s]tructuraliste avant que le mot ne fût lancé, Jacques Pirenne aimait souligner le rapport nécessaire entre le droit et la structure sociale. » Il préside[Quand ?] également la Société royale belge d'études orientales.
En 1939, Léopold III et Pirenne s'entretiennent à plusieurs reprises de l'organisation d'une conférence de paix internationale. Réunissant les pays du groupe d'Oslo, elle a lieu à Bruxelles le 23 août.

### Seconde Guerre mondiale
Lors de l'invasion de la Belgique par les troupes allemandes en mai 1940, Jacques Pirenne se réfugie en France, à Poitiers d'abord, puis à Beynac en Dordogne et enfin à Grenoble où l'université l'accueille. Ses opinions anglophiles ayant été dénoncées aux autorités vichystes, il quitte le chef-lieu de l'Isère en juillet 1941 pour rejoindre l'université de Genève, . Dans la cité lémanique, il écrit le premier tome — paru en 1943 aux éditions La Baconnière — de son grand œuvre intitulé Les Grands Courants de l'histoire universelle. En 1944, il coécrit avec son fils Jacques-Henri La Belgique devant le nouvel équilibre du monde.
La Belgique libérée, il rejoint Bruxelles le 24 novembre 1944, reprend ses cours à l'ULB, préside la Faculté de philosophie et lettres et entreprend le rétablissement des institutions qu'il a créées avant-guerre.

### Question royale
Dès le début de la Question royale, Jacques Pirenne prend activement parti pour Léopold III qui le nomme secrétaire en août 1945. Ce même mois, dans un contexte de propagande et de rumeurs, le paléontologue Victor Van Straelen, intime du roi depuis la fin des années 1920, dénonce à l'ambassade américaine l'imminence d'un coup d'État monarchiste dirigé par Walter Ganshof van der Meersch, Willy Weemaes et Jacques Pirenne. André de Staercke, le secrétaire du régent Charles, affirme aux diplomates américains que « Pirenne est capable de toute folie. » Cependant, selon l'historien Francis Balace, Jacques Pirenne se sert des groupes royalistes, mais « prend une distance totale vis-à-vis des groupes violents ou prônant une organisation paramilitaire. »
Politiquement, Pirenne cherche à rallier un certain nombre de parlementaires libéraux à la cause du roi afin d'éviter que celui-ci ne soit seulement le souverain des sociaux-chrétiens. Il défend et promeut — notamment par le biais du Livre blanc — la thèse selon laquelle le roi a été le premier des résistants et même favorable aux Alliés. En fait, le roi a toujours défendu la politique de neutralité et, selon Vincent Dujardin, « Pirenne — dont le dévouement et la loyauté vont jusqu'au détriment de sa propre santé — est trop passionné, et finalement, en ce qui concerne la question royale, pas un bon historien ! »

### Dernières années
Après l'abdication du roi, Jacques Pirenne obtient concession héréditaire de noblesse, avec le titre de comte, transmissible à ses deux fils et ensuite par primogéniture dans les deux branches en date du 2 septembre 1952. Il est élu membre de l'Académie royale de Belgique le 3 décembre 1951. 
Il reprend son métier d'historien et entreprend une Histoire de la civilisation de l'Égypte ancienne en trois volumes parus entre 1961 et 1963. En 1965 paraissent La Société hébraïque d'après la Bible et La Religion et la Morale de l'Égypte ancienne.
Jacques Pirenne meurt le 7 septembre 1972 chez lui, au château de Hierges.

## Publications
- Les vainqueurs de l'Yser, 1916, avec préfaces par Émile Vandervelde et Émile Verhaeren. Un hommage à son frère Pierre, mort à la guerre.

### Sur la question royale
- L'attitude de Léopold III de 1936 à la Libération, Bruxelles, 1949.
- Dossier du roi Leopold III, s. l., s. d.

### Travaux historiques
- Les grands courants de l'histoire universelle, 
  - tome I Des origines à l'Islam, Parijs, 1947
  - tome II De l'expansion musulmane aux traités de Westphalie, Parijs, 1948
  - tome III Des traités de Westphalie à la Révolution française, Parijs, 1948
  - tome IV De la révolution française aux révolutions de 1830, Parijs, 1951.
  - tome V De 1830 à 1904
  - tome VI De 1904 à 1939
  - tome VII  De 1939 à nos jours,  Neuchâtel, Éditions La Baconnière, 1948-1959.
- The tides of history, Taylor & Francis Group, 1962 en 2006. Traduction en anglais des Grands courants de l'histoire universelle.

### Civilisations anciennes
- Histoire des institutions et du droit privé dans l'ancienne Égypte, Bruxelles, 1933-1935.
- La civilisation babylonienne, 1945.
- La Religion et la morale dans l'Égypte antique, Bruxelles, 1965.
- La société hébraïque d'après la Bible.
- Civilisations antiques, Paris.
- La civilisation sumérienne.
- Histoire de la civilisation de l'Égypte ancienne, 3 volumes, Paris, 1961-1963.
- Le statut de la femme dans la civilisation hébraïque.
- La preuve dans la civilisation de l'Égypte antique - Extrait des Recueils… .
- Les Institutions du Peuple hébreu.

### Travaux politiques
- Le procès des déportés belges contre le Reich allemand, Bruxelles, 1924.
- La législation et l'administration allemande en Belgique, Bruxelles, 1925.
- Les archives du Conseil de Flandre (Raad van Vlaanderen) publiées par la Ligue nationale pour l'unité belge, Bruxelles, 1928.
- Documents pour servir à l'histoire de la guerre en Belgique, Bruxelles, 1928.
- Il faut doter le pays d'un statut linguistique, Bruxelles, 1929.
- Men moet het land met een taalstatuut begiftigen, Bruxelles, 1929.
- Aperçu historique sur l'activisme, Bruxelles, 1929.
- La Belgique devant le nouvel équilibre du monde, Neuchâtel, 1944.
- Mémoires et notes politiques, Verviers, 1975.

## Littérature
- Francis Balace, « Plus royalistes que le roi ? : les Mouvements léopoldistes », dans Vincent Dujardin, Michel Dumoulin et Mark Van den Wijngaert (dir.), Léopold III, Waterloo, André Versaille éditeur, 2013, p. 253-301.
- Vincent Dujardin, « L'Impossible Réconciliation ? », dans Vincent Dujardin, Michel Dumoulin et Mark Van den Wijngaert (dir.), Léopold III, Waterloo, André Versaille éditeur, 2013, p. 229-251.
- Georges-Henri Dumont, « Pirenne, Jacques, Philippe », dans Nouvelle Biographie nationale, vol. 4, Bruxelles, Académie royale des sciences, des lettres et des beaux-arts de Belgique, 1997 (lire en ligne), p. 307-312.
- John Gilissen, « In memoriam Jacques Pirenne », dans Recueils de la Société Jean Bodin : Les Grands empires, t. XXXI, Bruxelles, Éditions de la Librairie encyclopédique, 1973 (lire en ligne), p. I-XXIII.
- Claire Préaux, « Notice sur Jacques Pirenne », Annuaire, Bruxelles, Académie royale des sciences, des lettres et des beaux-arts de Belgique,‎ 1974, p. 157-195 (lire en ligne, consulté le 5 novembre 2015).